# Flohio

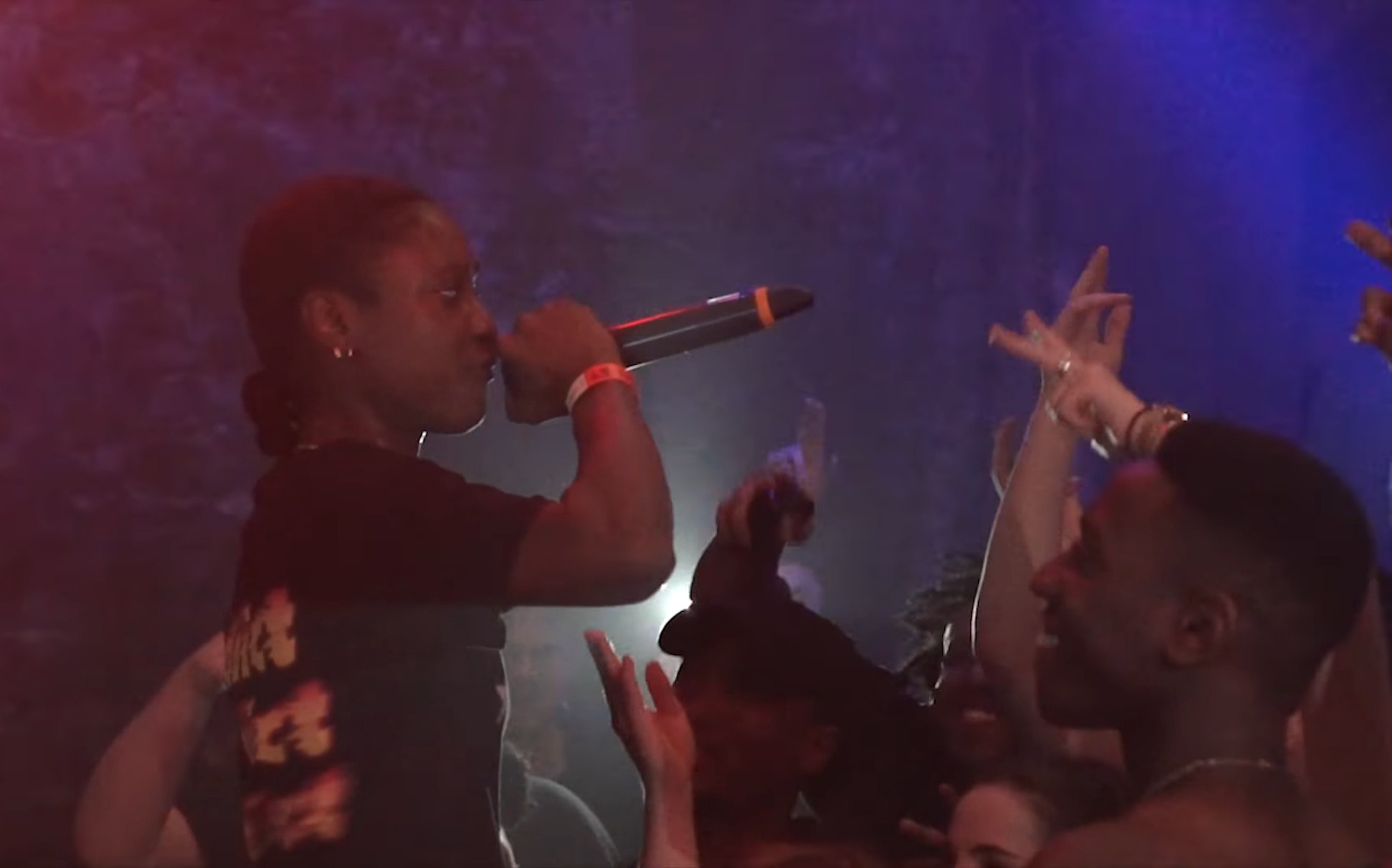
Flohio (2018)

Flohio,  Eigenschreibweise FLOHIO (* 1992 in Lagos, bürgerlich Funmi Ohiosumad) ist eine Rapperin, die in London lebt.

## Werdegang
Flohio, mit bürgerlichem Namen Funmi Ohiosumad, kam 1992 als Tochter eines Piloten in Lagos in Nigeria zur Welt. Im Alter von acht Jahren zog sie mit ihren Eltern und ihrer Schwester in den Süden von London im Vereinigten Königreich. Bis heute identifiziert sie sich mit beiden Nationalitäten. Nachdem sie mit dreizehn Jahren inspiriert vom Lied U, Me & She von Eve mit dem Texten begonnen hatte, nahm sie im hauseigenen Tonstudio des Jugendzentrums in Bermondsey erste Rapsongs auf. Im Jahr 2011 lud sie erste amateurhaft gefilmte Musikvideos hoch. Später arbeitete sie als Grafikdesignerin bei dem Label Ninja Tune, wo sie etwa für Artworks für Bonobo verantwortlich war.
2016 wurde mit Nowhere Near ihre erste EP veröffentlicht. Ihren Durchbruch markierte schließlich der Auftritt auf dem Glastonbury Festival 2017. Es folgten zahlreiche internationale Auftritte, in Deutschland beispielsweise auf dem Melt. Sie wurde in der BBC-Liste Sound of 2019 und den NME 100 desselben Jahres erwähnt.
Ihr Debütalbum No Panic No Pain erschien 2020 wie alle vorherigen Veröffentlichungen getreu ihrem Motto „DIY Or Die“ (Mach es selbst oder stirb) in ihrem eigenen Label Alpha. Die britische Tageszeitung The Guardian besprach das Album, Der Tagesspiegel widmete ihr ein Porträt.
Sie arbeitete unter anderem mit Modeselektor und The Streets zusammen.

## Stil
Die Musik von Flohio weist Ähnlichkeiten zum Grime auf, hält sich aber nicht immer an die Regeln des Genres. Selber lehnt sie die Bezeichnung als Grime-Musikerin ab, obwohl sie die Musikrichtung wertschätze. Oft sind die Texte radikal und konfrontativ, begleitet von basslastigen elektronischen Instrumentals.

## Diskografie
Studioalben
- 2020: No Panic No Pain

EPs
- 2016: Nowhere Near
- 2018: Wild Yout EP
- 2021: Final Rage